# Ingrid d'Introno
Ingrid Cathala, né le 3 décembre 1980, est une joueuse de pétanque française. 

## Biographie
Elle est droitière et se positionne en pointeuse.

## Clubs
- ?-? : Trivalle Carcassonne (Aude)
- ?- : Joyeuse Pétanque Palmiste (Aude)

## Palmarès

### Séniors

#### Jeux mondiaux
Vainqueur
- Triplette 2005 (avec Chantal Salaris et Cynthia Quennehen) :  Équipe de France[2]